# Jorge Flórez Áybar
Jorge Flórez Áybar (Puno, 9 de noviembre de 1942) es un poeta, narrador, novelista y ensayista peruano. Su obra abarca temas como la violencia, la miseria y las experiencias personales, con una fuerte influencia del contexto cultural andino.

## Biografía
Nació en Puno, Perú, en el contexto de la Segunda Guerra Mundial. Sus padres fueron Simón Flores Rúelas y Ovalicia Aybar Díaz. Estudió Educación en la Universidad Nacional San Antonio Abad de Cusco. A lo largo de su vida, su obra ha estado marcada por una crítica a la realidad social, política y cultural de Perú, especialmente de la región andina.
Flórez Áybar es conocido por sus escritos que exploran la intersección entre la realidad y la ficción, y por su enfoque en la violencia y la identidad cultural. Su obra también refleja una profunda preocupación por las tradiciones andinas y la situación socioeconómica de las poblaciones rurales de su país.

## Obras
Entre sus obras más conocidas se encuentran:
- Las huellas del tiempo (poesía)
- Dile que me estoy muriendo (poesía)
- El mito de la caverna (poesía)
- Andanzas de un viejo poeta (poesía)
- La danza de la lluvia (cuento)
- Literatura y violencia en los Andes (ensayo)
- Más allá de las nubes (narrativa)
- La agonía de kamachik (narrativa)
- Los ojos del puma de piedra (narrativa)
- 10 años de literatura puneña 1996-2006 (ensayo)
- Por qué se fueron las gaviotas (narrativa)